# 鄂东长江大桥
鄂东长江大桥是位于中国湖北省跨越长江的一座双塔双索面混合梁斜拉桥，连接黄石市与浠水县，是国家高速公路网  大广高速和  沪渝高速以及  福银高速的共用过江通道。线路全长15.150千米，其中，桥梁部分全长5,886米，主桥长1,486米，主跨926米。于2006年8月18日正式开工建设，2010年4月17日正式合龙，2010年9月28日建成通车，总投资31.934亿元。